# MOA-2009-BLG-387Lb
MOA-2009-BLG-387Lb是一颗围绕人马座红矮星MOA-2009-BLG-387L公转的太阳系外行星。它的发现在2011年2月21日被公布，从而成为第11颗利用微引力透镜方法发现的系外行星。科学家认为这颗行星质量是木星的两倍，公转轨道比地球远约80%，公转周期约为1970天。但是，由于现在对其母星MOA-2009-BLG-387L的特征所知甚少，因此也很难确定这颗行星准确的物理特性。

## 发现
MOA-2009-BLG-387是在2009年7月24日由天文物理重力微透镜观测科学小组探测到的微引力透镜事件。天文物理重力微透镜观测的任务是寻找并证明在恒星和其他恒星或物质处于几乎完全对齐时所产生的微引力透镜事件，这种事件是偶然而且短暂的，可以引起引力透镜效应，使光线发生弯曲，出现扭曲、放大但可以理解的图像。在此后数天内，南非天文台、珀斯天文台和卡诺普斯山天文台记录下这次透镜事件的分离了约7天的焦散线。
2010年6月7日，在微引力透镜事件结束后约一年，一个科学小组利用在智利的甚大望远镜的NACO自适应光学设施，以确定这次微引力透镜事件使其背景星发生引力透镜效应的恒星的视星等，希望能和在发生微引力透镜事件检测到这颗恒星视星等的大小进行比较。结果发现前后两次探测的视星等有偏差，这可能是有误差产生，也可能提示可能存在行星。后续的观测证实了行星的存在。这颗行星和其母恒星的质量存在严格的比率。但恒星的质量不确定，存在一个很大的置信区间，这个区间涵盖了红矮星的质量范围，所以仍存在很大的不确定性。
2011年2月21日，欧洲南方天文台在《天文与天体物理学报》公布了MOA-2009-BLG-387Lb的发现。

## 特征
MOA-2009-BLG-387Lb是一颗气体巨行星，质量估计是木星质量的2.6倍，距离母恒星的平均距离为1.8AU，轨道周期约为1970天。虽然估算出行星的质量和平均距离，但其置信区间很大，目前仍然存在很大的不确定性。这种不确定性主要是由于不知道母恒星的确切参数造成的.。
MOA-2009-BLG-387Lb是M-型红矮星MOA-2009-BLG-387L目前已知拥有的唯一一颗行星。MOA-2009-BLG-387L的质量大约是太阳的0.19倍。这个行星系统距离地球约5700秒差距（18591光年）。它们都以“MOA”命名，MOA即是天文物理重力微透镜观测（Microlensing Observations in Astrophysics）的缩写，MOA在2009年探测到那次微引力透镜事件并对数据进行梳理，提供了发现这颗系外行星的希望。